# Branislav Konrád
Branislav Konrád (né le 10 octobre 1987 à Nitra en Tchécoslovaquie) est un joueur professionnel slovaque de hockey sur glace. Il évolue au poste de gardien de but.

## Biographie

### Carrière en club
Formé au HK Nitra, il joue ses premiers matchs en senior dans l'Extraliga slovaque en 2006. Il remporte l'Extraliga slovaque en 2012 avec le HC Slovan Bratislava. Il porte les couleurs du HC Olomouc dans l'Extraliga tchèque à partir de 2015.

### Carrière internationale
Il représente la Slovaquie au niveau international. Il participe aux sélections jeunes. Il prend part à son premier championnat du monde senior en 2007. Il est sélectionné pour les Jeux olympiques de 2018 et 2022 où la Slovaquie décroche la médaille de bronze.